# Мещанский район

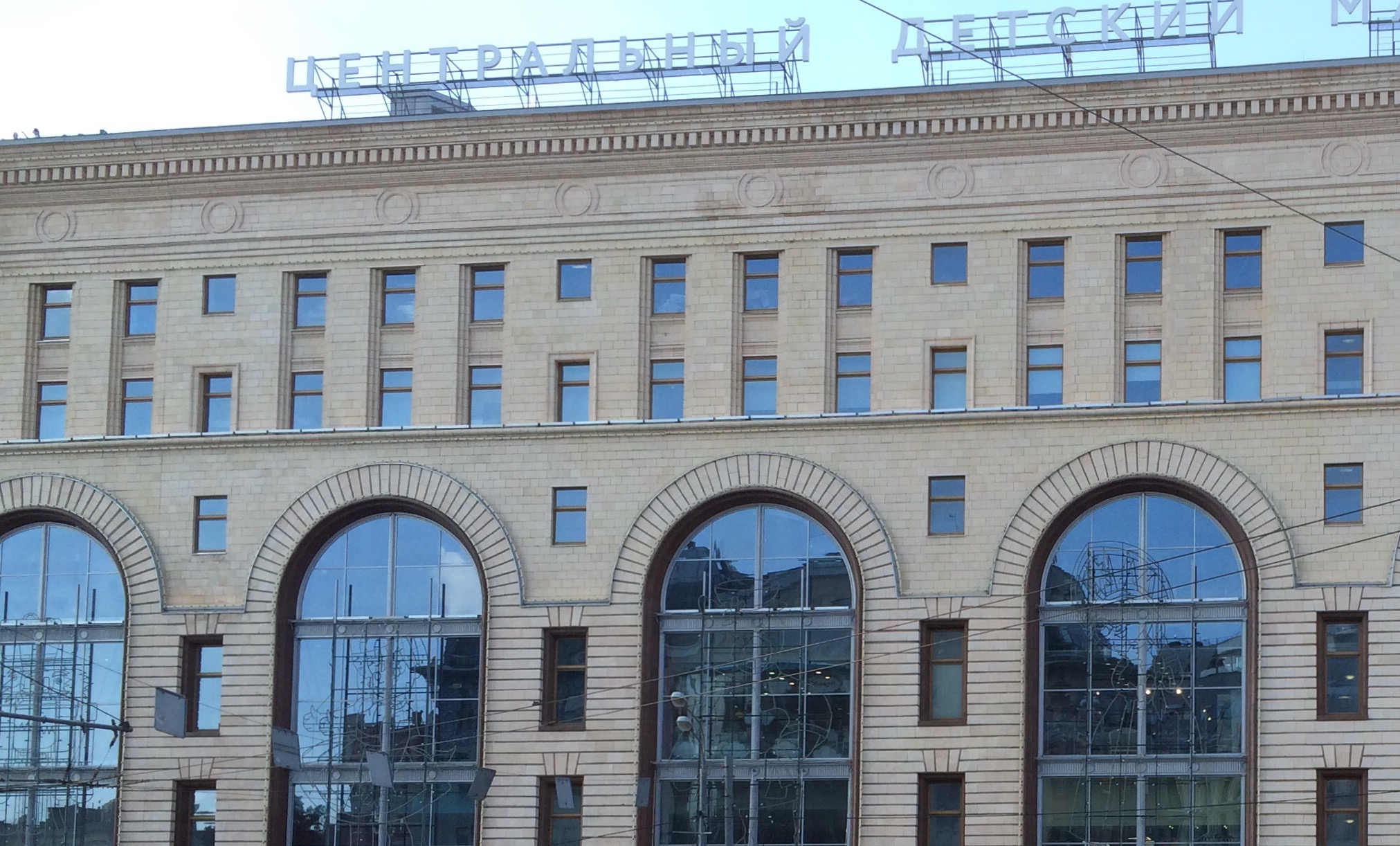
Центральный детский магазин

Меща́нский райо́н — район в северной части Центрального административного округа Москвы. Району соответствует внутригородское муниципальное образование муниципальный округ Мещанский.
Название района связано с бывшей Мещанской слободой. Ранее эта местность была заселена поляками и выходцами из разных городов Польши — белорусами, литовцами, украинцами. Жители польских городов назывались «мещане» от польского miasto — «город».

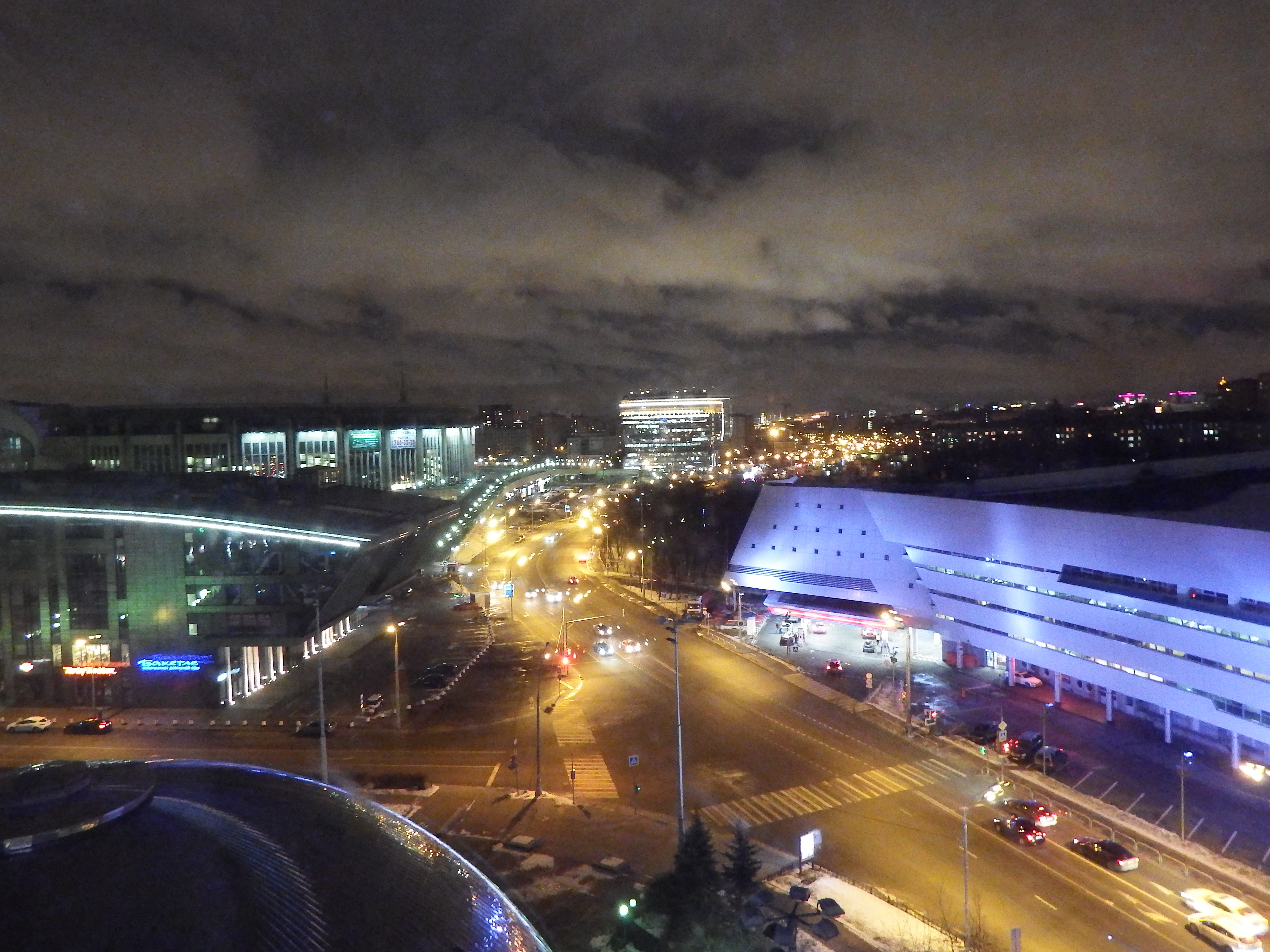
Мещанский район, Олимпийский проспект ночью. Слева видны Олимпийский бассейн и спорткомплекс «Олимпийский»

## Население
| 2002    | 2010    | 2012    | 2013    | 2014    | 2015    | 2016    |
| ------- | ------- | ------- | ------- | ------- | ------- | ------- |
| 56 077  | ↗58 002 | ↗58 514 | ↗58 936 | ↗59 276 | ↗59 337 | ↗60 014 |
| 2017    | 2018    | 2019    | 2020    | 2021    | 2023    | 2024    |
| ↗60 121 | ↗60 778 | ↗61 213 | ↗61 452 | ↘56 818 | ↘56 620 | ↘55 635 |

### Национальный состав
По итогам переписи населения 2020 года проживали следующие национальности (национальности менее 0,1 % и другое, см. в сноске к строке «Другие»):
| Национальность | Численность, чел. | Доля     |
| -------------- | ----------------- | -------- |
| Русские        | 40 172            | 70,70 %  |
| Татары         | 400               | 0,70 %   |
| Армяне         | 330               | 0,58 %   |
| Евреи          | 239               | 0,42 %   |
| Грузины        | 173               | 0,30 %   |
| Украинцы       | 130               | 0,23 %   |
| Азербайджанцы  | 118               | 0,21 %   |
| Узбеки         | 57                | 0,10 %   |
| Другие         | 15 199            | 26,76 %  |
| Итого          | 56 818            | 100,00 % |

## Основные улицы

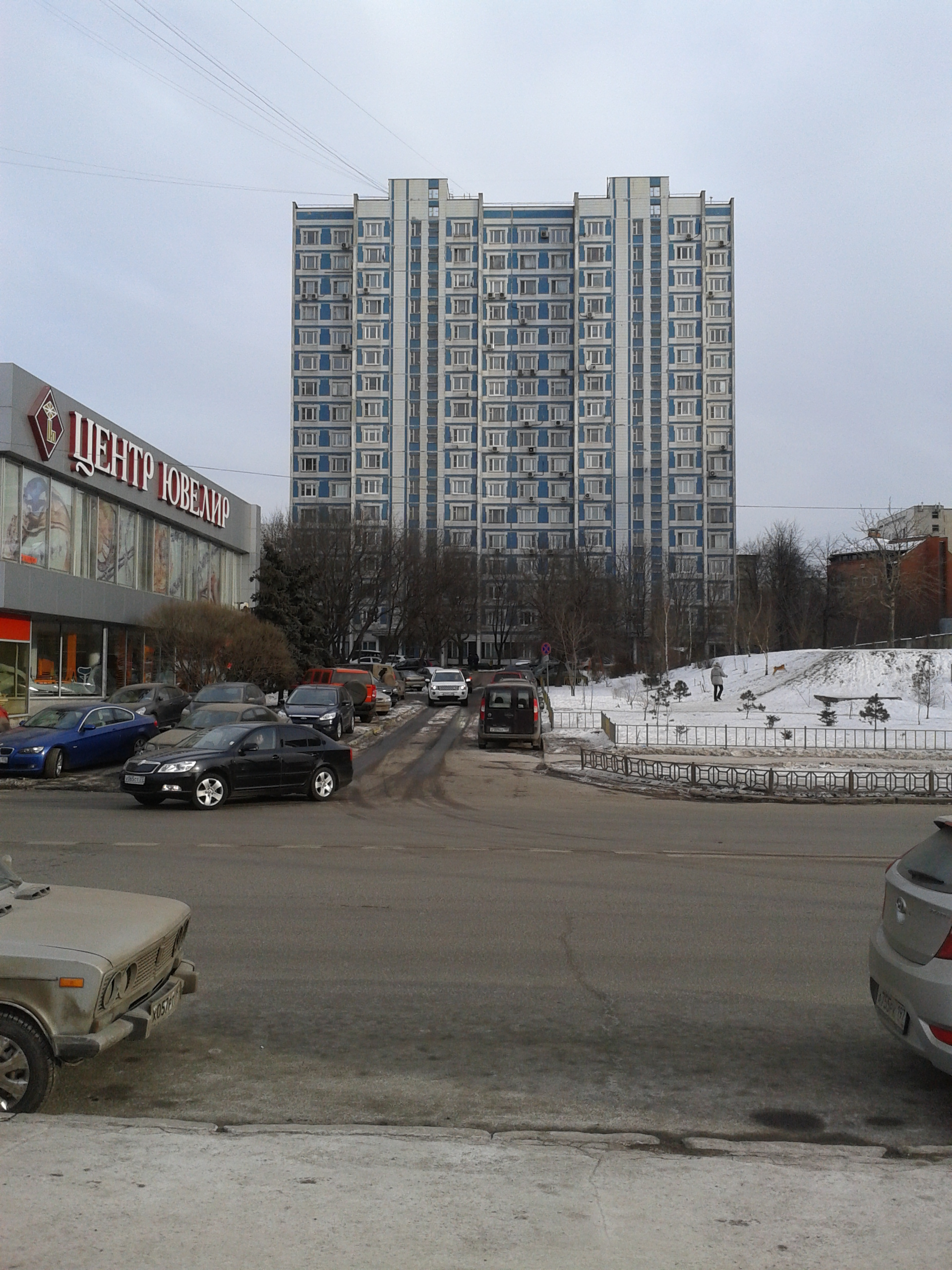
Олимпийский проспект около Малой Екатерининской улицы

- Проспект Мира
- Банный проезд
- Неглинная
- Большая Лубянка
- Трубная
- Сретенка
- Самотёчная
- Мещанская
- Щепкина
- Гиляровского
- Советской Армии
- Самарская
- Трифоновская
- Верземнека
- Пантелеевская
- Большая Переяславская
- Средняя Переяславская
- Малая Переяславская
- Сущёвский Вал
- Дурова
- Олимпийский проспект

## Достопримечательности

### Театры
- Центральный академический театр Российской армии (Театр Советской Армии)
- Театр «Уголок дедушки Дурова»[19]
- Московский государственный музыкальный театр фольклора «Русская песня» (Театр Надежды Бабкиной)

### Музеи
- Центральный музей Вооружённых Сил
- Дом-музей В. М. Васнецова
- Дом-музей М. С. Щепкина
- Музей Серебряного века
- Армянский музей Москвы и культуры наций
- Музей истории Мещанского района

### Монастыри
- Сретенский монастырь
- Богородице-Рождественский монастырь

### Парки, скверы
Парк «Фестивальный» — парк в северо-западной части района. Создан в 1936 году на месте ликвидированного Лазаревского кладбища. Изначально назывался «Детский парк им. Ф. Э. Дзержинского», в 1985 году после реконструкции был переименован в «Фестивальный». В 2000-х годах переживал запустение, в 2017 повторно реконструирован по просьбам жителей района. Здесь организованы зоны для тихого отдыха, прогулочные дорожки, появились зоны для занятия спортом (обновили баскетбольную площадку, проложили велодорожку, поставили воркаут и столы для пинг-понга), а также детские площадки (на одной из них, к примеру, есть тарзанка). Эстраду также обновили. В парке поставили новый домик для голубей, увеличили площадку для выгула собак, а от ипподрома провели новую дорожку для лошадей — она песчаная и нетравматичная для животных.
Сквер на Цветном бульваре — озеленённая зона отдыха между Трубной площадью и Садовым кольцом. С XIX века — место для прогулок и увеселений горожан. Сквер относится к объектам культурного наследия регионального значения. В зоне отдыха установлены мемориал «Благодарная Россия солдатам правопорядка, погибшим при исполнении служебного долга», скульптурная композиция «Песня» и скульптурная группа с фонтаном «Клоуны».
Екатерининский парк — парк, расположенный между улицей Советской Армии, Олимпийским проспектом и улицей Дурова. Был разбит во второй половине XVIII века как приусадебный парк графа В. С. Салтыкова. После открытия здесь в начале XIX века Екатерининского института благородных девиц парк был переименован в Екатерининский. В советское время назывался Парком Центрального Дома Советской Армии, но в настоящий момент известен под своим историческим названием. Территория является памятником садово-паркового искусства. Её центральную часть занимает пруд площадью 1,9 га, а среди деревьев встречаются старовозрастные дубы и ива, возраст которой превышает 200 лет.
Сквер у Рижского вокзала — бывшая озеленённая территория на Рижской площади. Сквер был разбит в 30-е годы прошлого века. Его композиционным центром служил фонтан со скульптурой каравеллы, установленный в 2007 году. Сквер утрачен в связи со строительством станции метро «Рижская» Большой Кольцевой линии. После открытия станции планируется восстановить парковую зону.
Сквер на Трубной улице — общественное пространство, обустроенное в 2013 году у дома 15, на месте пустыря. По программе «Народный парк» в сквере проложили дорожки, установили скамейки и световые инсталляции. В 2017 году место повторно реконструировали. По результатам работ тут появился памп-трек, скалодром, детские площадки (одна из них всепогодная), уличные тренажёры.
Самотёчный бульвар — парковая зона между Самотёчной улицей и Олимпийским проспектом. Площадь — 3,8 га. В 1953 году здесь был установлен памятник-бюст лётчику Виталию Ивановичу Попкову, а в 1960 году — памятник маршалу Фёдору Ивановичу Толбухину.
Среди других зелёных зон района можно также выделить Екатерининский сквер, сквер на Суворовской площади, Рождественский бульвар (часть Бульварного кольца).

### Сады
- Ботанический сад МГУ «Аптекарский огород» — старейший ботанический сад России. Основан Петром I в 1706 году для выращивания лекарственных трав. Является филиалом Ботанического сада МГУ. Памятник истории и культуры города Москвы, памятник садово-паркового искусства. В саду представлено более десятка коллекций и экспозиций. Здесь сохранены деревья, возраст которых превышает 250 лет, в том числе лиственница, которая, по легенде, была высажена Петром I[28].

### Спортивные комплексы
- Спортивный комплекс «Олимпийский» (на данный момент фактически строится заново)

### Памятники
- Первый спутник (памятник)
- Памятник Суворову
- Памятник воинам-десантникам
- Мемориал экипажу атомного подводного крейсера «Курск»
- Мемориальные доски

## Транспорт

### Метрополитен
- Станция «Рижская»
- Станция «Проспект Мира» (Кольцевая линия)
- Станция «Проспект Мира» (Калужско-Рижская линия)
- Станция «Сухаревская»
- Станция «Кузнецкий Мост»
- Станция «Лубянка»
- Станция «Трубная»
- Станция «Достоевская»

### Железная дорога
- Рижский вокзал
- Рижская (Октябрьская железная дорога)
- Рижская (Алексеевская соединительная линия)

### Автобусы
- Электробус № м2  Владыкино —  Парк Победы
- Автобус № м9  Рижский вокзал —  ЗИЛ
- Электробус № м53  Цветной бульвар —  ВДНХ (главный вход)
- Электробус № 604  Ростокино —  Семёновская
- Электробус № т42  Рижский вокзал —  Динамо
- Автобус № 524  Марьина Роща —  Окружная

### Трамваи
- 7:  Бульвар Рокоссовского —  Белорусская
- 9: МИИТ —  Белорусская (только по будням)
- 50: Дом культуры «Компрессор» —  Новослободская